# 6 Samodzielny Batalion Piechoty Zmotoryzowanej (Ukraina)
6 Samodzielny Batalion Piechoty Zmotoryzowanej „Zbrucz” – batalion Wojsk Lądowych Ukrainy, podporządkowany 128 Zakarpackiej Samodzielnej Brygadzie Piechoty Górskiej. Jako batalion obrony terytorialnej brał udział w konflikcie na wschodniej Ukrainie. Batalion stacjonuje w obwodzie tarnopolskim.

## Wykorzystanie bojowe
Batalion został rozlokowany 26 lipca 2014 roku w obwodzie chersońskim, gdzie miał pełnić zadania ochronne na punktach kontrolnych (obwód ten graniczy m.in. od południa z Krymem. 26 września doszło do incydentu we wsi Kajirka, gdzie lokalny mieszkaniec został śmiertelnie raniony strzałem z karabinka, gdy próbował odebrać go żołnierzowi batalionu. 3 października w wyniku eksplozji granatu zginął jeden żołnierz Zbrucza. W listopadzie 2014 roku batalion przeniesiono do obwodu tarnopolskiego, gdzie został włączony w struktury 128 Zakarpackiej Samodzielnej Brygady Piechoty Górskiej. W tym samym miesiącu pojawiły się informacje, że batalion zostanie rozwiązany, a część jego personelu wejdzie w skład innych jednostek 128 Brygady. Po tej informacji prokuratura wojskowa wszczęła śledztwo w sprawie pięćdziesięciu żołnierzy batalionu, którzy odmówili udania się do strefy walk. 1 lutego 2015 roku w okolicy wsi Czerwonyj Czaban (obecnie Preobrażenka) doszło do pożaru obozu, w którym stacjonował batalion, w wyniku którego eksplodowały zapasy amunicji w jednym z namiotów. Zginęło sześciu, a rannych zostało jedenastu żołnierzy. Podczas akcji gaśniczej zaginęło też dziesięciu kolejnych żołnierzy. Przyczyną pożaru okazało się wlanie benzyny do kuchenki polowej przez jednego z sierżantów. Później, tego samego miesiąca, część żołnierzy Zbrucza wysłano pod Donieck, w rejon Hranitne-Szyrokyne-Wołodarśke.